# Sara Grabow
Sara Grabow Johnsen (født 1979) er en dansk sanger, musiker, skuespiller og forfatter. Sara Grabow er datter af Sebastian, og hun er uddannet som sanger fra Rytmisk Musikkonservatorium i 2005.

## Karriere
Hun har spillet med i flere musikbaserede dramatiske opførelser, blandt andet teaterkoncerterne Come Together med Beatles-sange, Beach Boys og Hele verden fra forstanden med tv·2-sange. I 2000 spillede hun hovedrollen i genopsætningen af Nattergalen, som Sebastian skrev musik til i 1979. Dommerne valgte hende ved audition uden at vide, at hun var Sebastians datter.
I 2006 udkom Sara Grabows debutalbum Blueberries på Cope Records med engelsksprogede sange.
I 2010 dannede hun bandet ditbandmitband med sin daværende mand Tomas Raae, og dette band udgav albummet Ren kliché. Hun har også fået opført en teaterkoncert Før det bliver sagt, en teaterudgave af Ren kliché.
I 2017 udgav hun albummet EneRum, skrevet, spillet og indspillet af hende selv i abbedsalen på Esrum Kloster. Efter en skilsmisse og andre transformerende begivenheder valgte hun at vende den kommercielle musik og teaterbranche ryggen og i stedet rejse som trubadur alene med de nye sange til det publikum, der måtte være. Rejsen gik til kirker og klangfulde rum blandt andet i Frankrig, Norge og hjemme i Danmark 
I 2021 blev Sara Grabows sang "Blomsterkransebrud" optaget i Højskolesangbogen. 
I september 2023 udgav hun børnebogen Sophia & Regnvejrsdyret inklusiv egne illustrationer (farvelagt af hendes datter) og tilhørende sange. 

## Diskografi
- 2001 Mund Til Mund, Saranoah (med Noah Rosanes)
- 2006 Blueberries
- 2007 Rude, Unbending & Lusty
- 2010 Ren KLiche
- 2012 Linedanser (sange af Sebastian)
- 2017 Enerum
- 2019 Sara Grabow synger Rilke
- 2021 To i Rummet
- 2022 Balladeekstrakter, Grabow & Guldhammer (med Mia Guldhammer)